# Muchangkou
Muchangkou (kinesiska: 木厂口镇, 木厂口) är en köping i Kina. Den ligger i provinsen Hebei, i den norra delen av landet, omkring 190 kilometer öster om huvudstaden Peking. Antalet invånare är 24 489. Befolkningen består av 11 685 kvinnor och 12 804 män. Barn under 15 år utgör 19,0 %, vuxna 15-64 år 71 %, och äldre över 65 år 8,0 %.
Genomsnittlig årsnederbörd är 805 millimeter. Den regnigaste månaden är augusti, med i genomsnitt 205 mm nederbörd, och den torraste är januari, med 2 mm nederbörd.